# Микола Подвойський (фільм)
«Микола Подвойський» («Николай Подвойский») — радянський художній фільм 1987 року, знятий режисером Юрієм Борецьким на Кіностудії ім. М. Горького.

## Сюжет
Про життя та діяльність М. І. Подвойського (1880—1948).

## У ролях
- Володимир Антонік — Микола Подвойський
- Юрій Шликов — В. І. Ленін
- Володимир Свекольников — Свердлов
- Олена Борзова — Ніна Подвойська
- Олександр Вдовін — Йосип Приходько
- Юрій Гусєв — Олександр Чистяков
- Ігор Шавлак — Федір Владимиров
- Олександр Іоселіані — Василь Кіквідзе
- Андрій Ростоцький — Іван Каляєв
- Георгій Антонов — Антонов-Овсієнко
- Любов Руденко — Шура Сербіна
- Георгій Назаренко — Невський
- Юрій Сорокін — Сидоров
- Ніна Меньшикова — Марія Ульянова
- Ігор Пушкарьов — Йосип Попов
- Микола Погодін — військспец Іванов
- О. Гривко — Яніна Комаровська
- Анатолій Пєшков — Комаровський
- Женя Петров — Льова Подвойський
- С. Багінський — епізод
- Анатолій Ганшин — епізод
- Юрій Заборовський — епізод
- Н. Котова — епізод
- Галікс Колчицький — епізод
- Володимир Кравченко — епізод
- Павло Ордін — епізод
- Вадим Романов — юнга
- Ігор Суровцев — епізод
- Анзор Урдія — епізод
- Б. Шихов — епізод
- Станіслав Фесюнов — епізод
- Сергій Юртайкін — татарин
- Іван Власов — перекладач Айседори Дункан
- Григорій Дунаєв — Чудновський
- Микола Ісенко — бригадир теслярів
- Віктор Незнанов — Петров, мічман

## Знімальна група
- Режисер — Юрій Борецький
- Сценарист — Даль Орлов
- Оператор — Олександр Гарібян
- Композитор — Микола Дружников
- Художник — Володимир Постернак